# 두비 브라더스
두비 브라더스(The Doobie Brothers)는 미국의 록 밴드이다. 이 그룹은 전 세계적으로 40,000,000 장 이상의 음반을 판매하였다. 이 밴드는 50년 간 활동해오고 있으며, 그 중 가장 큰 성공은 1970년대에 있었다.

## 디스코그래피
- The Doobie Brothers (1971)
- Toulouse Street (1972)
- The Captain and Me (1973)
- What Were Once Vices Are Now Habits (1974)
- Stampede (1975)
- Takin' It to the Streets (1976)
- Livin' on the Fault Line (1977)
- Minute by Minute (1978)
- One Step Closer (1980)
- Cycles (1989)
- Brotherhood (1991)
- Sibling Rivalry (2000)
- World Gone Crazy (2010)
- Southbound (2014)[3]
- Liberté (2021)[4]